# Assens Sogn

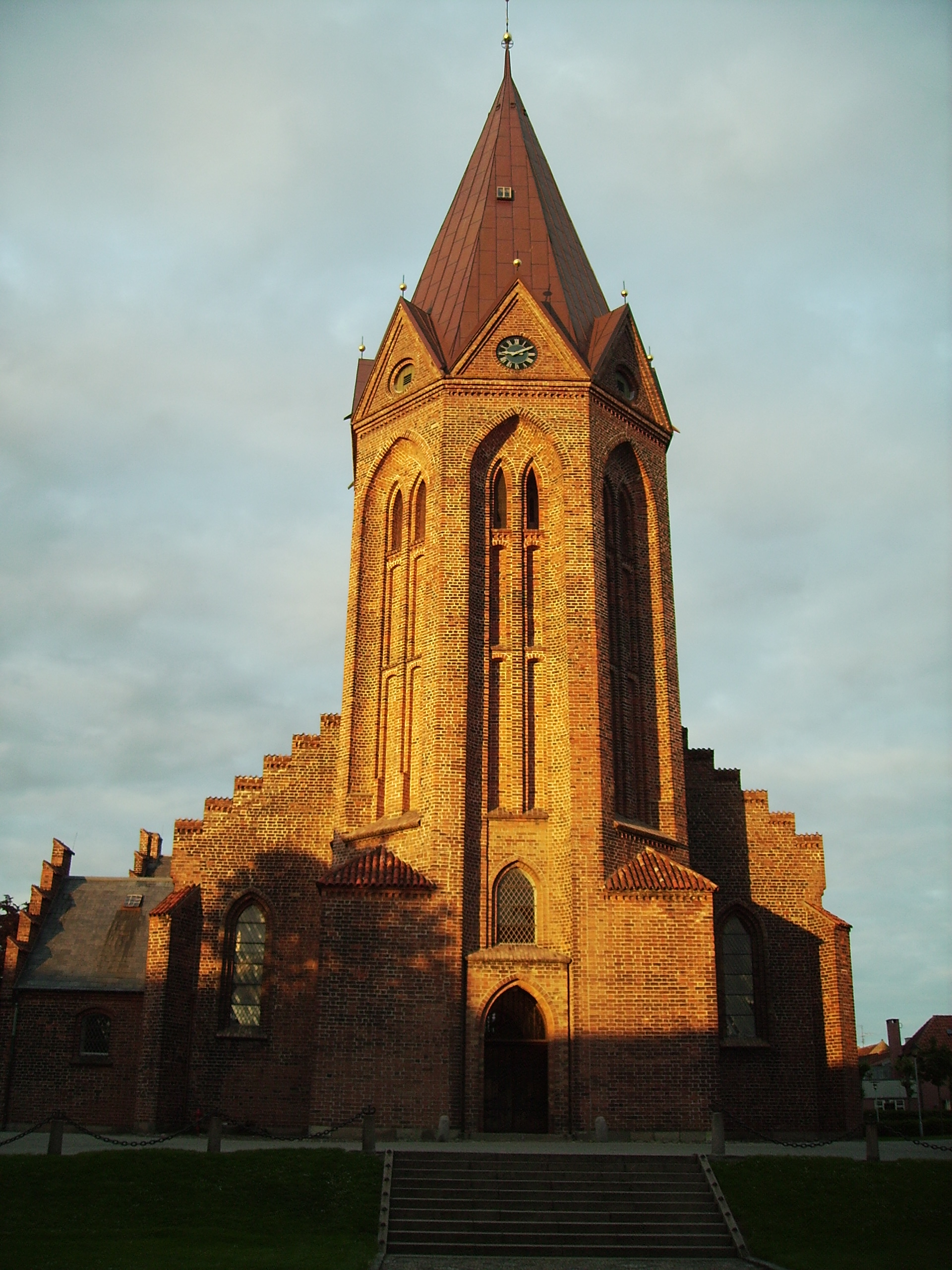
Vor Frue Kirke

Assens Sogn ist eine Kirchspielsgemeinde (dän.: Sogn)
auf der Insel Fyn (dt.: Fünen)
im südlichen Dänemark. Bis 1970 gehörte sie zur Harde Båg Herred im damaligen Odense Amt, danach zur Assens Kommune im
Fyns Amt, die im Zuge der  Kommunalreform zum 1. Januar 2007 in der
„neuen“
Assens Kommune in der Region Syddanmark aufgegangen ist.
Von den 6061 Einwohnern von Assens leben 5700 im gleichnamigen Kirchspiel (Stand: 1. Januar 2023). Im Kirchspiel liegt die Kirche „Vor Frue Kirke“.
Nachbargemeinden sind im Norden Gamtofte Sogn, im Osten und im Süden Kærum Sogn.